# 역전재판 (영화)
《역전재판》(일본어: 逆転裁判)은 캡콤의 비디오 게임 《역전재판》을 원작으로 한 미이케 다카시 감독의 2012년 일본 영화이다. 나리미야 히로키, 키리타니 미레이, 사이토 타쿠미 등이 출연했으며 2012년 2월 11일에 개봉됐다.

## 줄거리
20XX년. 늘어나는 강력 범죄에 대항하기 위해 일본 정부는 새로운 사법 시스템 '서심재판'을 도입한다. 이는 변호사와 검사가 공개된 법정에서 직접 대결하여 3일 이내에 피고의 유/무죄만을 먼저 결정하는 제도이다.
신입 변호사 나루호도 류이치는 어느 날, 아야사토 법률 사무소의 소장이자 나루호도의 좋은 이해자였던 상사 변호사 아야사토 치히로가 '오랫동안 쫓고 있던 한 사건의 새로운 증거를 발견했다.'는 메시지를 남기고 살해당했다는 소식을 듣게 된다. 용의자로 체포된 사람은 치히로의 여동생이자 초보 영매사 아야사토 마요이. 그녀의 변호를 맡은 나루호도는 결백을 증명하기 위해 소꿉친구이자 엘리트 검사인 미츠루기 레이지와 대결하게 된다.
그 재판 후, 나루호도는 미츠루가 살인 혐의로 체포됐다는 소식을 듣게 된다. 나루호도는 자신이 변론을 맡겠다고 나서지만 미츠루기를 기소한 사람은 미츠루기의 스승이자 40년간 무패의 경력을 자랑하는 전설의 검사 카루마 고우였다. 그리고 계속되는 심리 결과, 15년 전에 일어난 DL6호 사건이 이번 살인 사건과 깊은 관계가 있다는 사실을 알게 된다.

## 출연진
- 나리미야 히로키/시부야 다케루(아역) - 나루호도 류이치 역
- 키리타니 미레이/니시구치 리토카(아역) - 아야사토 마요이 역
- 사이토 타쿠미/하야시 로이(아역) - 미츠루기 레이지 역
- 나카오 아키요시/츠하코 타이키(아역) - 야하리 마사시 역
- 단 레이/하마베 미나미(아역) - 아야사토 치히로  역
- 다이토 슌사쿠 - 이토노코기리 케이스케 역
- 에모토 아키라 - 재판장 역
- 타니무라 미츠키 - 오오사와기 나츠미 역
- 이시바시 료 - 카루마 고우 역
- 아유카와 마코토 - 고나카 마사루 역
- 요 키미코 - 아야사토 마이코 역
- 코히나타 후미요 - 하이네 고타로 역
- 히라 타케히로 - 미츠루기 신 역
- 사사이 에이스케 - 나마쿠라 유키오 역
- 나카무라 유코 - 하이네 사유리 역
- 사이토 아유무 - 야마노 호시오 역
- 무라스기 세미노스케 - 아우치 다케후미 역
- 니나가와 미호 - 히메가미 사쿠라 역
- 모토무라 겐타로 - 이가이 변호사 역
- 아베 유지 - 오토로 신고 역
- 키바짱 - 앵무새 사유리 역

## 같이 보기
- 비디오 게임을 원작으로 한 영화 목록